# Полет 102 на „Нешънъл Еърлайнс“
Полет 102 на „Нешънъл Еърлайнс“ е международен товарен полет от летище „Шатору – Център Марсел Дасо“, Шатору, Франция, до международното летище „Ал Мактум“, Дубай, Обединените арабски емирства, с междинни кацания в Хелманд и Баграм, Афганистан, управляван от „Нешънъл Еърлайнс (N8)“. На 29 април 2013 г. самолетът „Боинг 747-428BCF“, който изпълнява полета, се разбива в периметъра на летището в Баграм малко след излитане и убива всички седем души на борда. Инцидентът е заснет от камера на автомобил в близост до края на пистата, а държавен служител потвърждава автентичността на видеото.
Разследването стига до заключението, че неправилно закрепен товар се освобождава по време на излитане и се претъркаля към задната част на товарното отделение, разбива се през задна преграда и прекъсва задните системи за управление на полета. Това кара самолета да остане в неконтролируемо положение на наклон и предизвиква срив, който не позволява на пилотите да възстановят позицията на машината.